# Lotella rhacina
Lotella rhacina är en fiskart som först beskrevs av Forster, 1801.  Lotella rhacina ingår i släktet Lotella och familjen Moridae. Inga underarter finns listade i Catalogue of Life.